# Franz Stark (SS-Mitglied)
Franz Stark (* 7. Oktober 1901 in St. Louis; † 15. Oktober 1982 in der Justizvollzugsanstalt Diez) war ein amerikanisch-deutscher Nationalsozialist. Als hauptamtlicher Mitarbeiter des SD wurde er 1941 Angehöriger des Sonderkommandos 1b und beteiligte sich in dieser Funktion aktiv an der Ermordung der Juden während des Zweiten Weltkriegs. Er wurde 1962 vor Gericht gestellt und wegen Mordes zu lebenslänglichem Zuchthaus verurteilt. Sein sozialer Hintergrund als ungelernter Arbeiter gilt gegenüber der Herkunft anderer Kommandeure der Einsatzgruppen als ungewöhnlich.

## Leben
Starks Mutter war um 1890 in die USA ausgewandert, wo Franz unehelich geboren wurde. 1903 kehrte sie mit ihrem Sohn nach Deutschland zurück. Nachdem sie ihn wiederholt misshandelt hatte, wurde Franz Stark 1905 in eine Pflegefamilie gegeben.
Stark begann nach dem Besuch der Volksschule eine Lehre zum Modellmechaniker, ohne jedoch die Gesellenprüfung abzulegen. Anschließend war er arbeitslos. Im Januar 1919 schloss er sich dem Freikorps Roßbach an, mit dem er bis ins Baltikum zog. Ohne Kampfeinsatz wurde er als zu jung entlassen. Zurück in München war er erneut arbeitslos und fand dann Arbeit als Bote für verschiedene Firmen. Als er erneut arbeitslos wurde, meldete er sich zum Freikorps Oberland, mit dem er am Kapp-Putsch sowie an der Niederschlagung des Ruhraufstandes und des Oberschlesischen Aufstandes teilnahm.
Stark hatte sich bereits 1920 der NSDAP angeschlossen und gehörte 1921 bei der Gründung der SA zu deren ersten Mitgliedern. Er nahm 1923 am Hitlerputsch und am Marsch auf die Feldherrnhalle teil. Anschließend übernahm er Botendienste für die verbotene Partei. Nach Ende des Verbots der NSDAP wurde er wieder Mitglied der Partei (Mitgliedsnummer 127.445). In den folgenden Jahren schlug er sich als Gelegenheitsarbeiter durch; am längsten fand er Beschäftigung als Kassierer bei einer Zigarettenfabrik.
1933 wurde Stark in München Reinhard Heydrichs Hausbursche und Mitglied der SS (SS-Nummer 36.220). Von Mai bis Oktober 1933 war er Schütze im Infanterieregiment Nr. 19. Im Mai 1934 wurde er hauptamtlicher Mitarbeiter des SD und beim SD-Oberabschnitt Süd in München als Karteiführer beschäftigt. 1937 wechselte er in gleicher Funktion in die Registratur zum SD-Abschnitt Augsburg und 1941 zum SD-Leitabschnitt München.
Im Oktober 1941 wurde Stark zum Einsatz nach dem Osten kommandiert und dem Sonderkommando 1b zugeteilt. Mit dem Sonderkommando kam er Ende 1941 über Riga nach Minsk, wo das Sonderkommando dem Kommandeur der Sicherheitspolizei und des SD (KdS) Weißruthenien zugeordnet wurde. Hier überwachte er mehrere Exekutionen. Er fiel dabei durch besondere Brutalität auf. So trug er eine Pferdepeitsche bei sich, mit der er seine Opfer zu den Exekutionen trieb. Bei einer Exekution von Juden aus Rakov, die ihm nicht schnell genug vonstattenging, begann Stark bereits vor dem Erreichen der Hinrichtungsstätte mit Erschießungen. Bei einer Aktion gegen das Ghetto von Minsk vom 1. bis 3. März 1942 beaufsichtigte er den Transport der Juden per Eisenbahn zum Exekutionsort. Am folgenden Tag nahm er selbst an der Exekution teil und erschoss eigenhändig mindestens 30 Menschen.
Im Mai 1942 ging er für drei Wochen in die SD-Dienststelle in Paris und wurde anschließend wieder in München in der Registratur beschäftigt. Am 22. Dezember 1942 heiratete er in Augsburg Barbara Trambauer, geb. Schindele, (1895–1962), die zuvor mit Heinrich Trambauer, der aufgrund seiner Rolle beim Hitler-Putsch von 1923 als Parteiheld der NSDAP galt, verheiratet gewesen war.
Anfang 1944 wechselte Stark in die Augsburger SD-Dienststelle. Nach Kriegsende setzte er sich zunächst unter falschem Namen nach München ab, wo er aber bald wieder unter seinem richtigen Namen lebte und am 17. September 1945 von den Amerikanern interniert wurde. Nach Aufenthalt in verschiedenen Internierungslagern wurde er am 29. April 1948 entlassen. Anschließend arbeitete er als Hilfsarbeiter und Fahrer.
Im Oktober 1962 wurde Stark gemeinsam mit einer Reihe weiterer Angehöriger der Dienststelle KdS Minsk, darunter Georg Heuser, vor dem Landgericht Koblenz angeklagt. Vor Gericht räumte er als einer der wenigen in „geradezu schonungsloser Offenheit“ seine Verbrechen ein. Darunter war auch die Ermordung dreier Juden aus persönlicher Rachsucht. Stark war mit seiner Peitsche dem Generalkommissar für den Generalbezirk Weißruthenien Wilhelm Kube während der Aktion in Minsk aufgefallen. Es kam zu einer Konfrontation und um sich an Kube zu rächen, erschoss Stark drei Wiener Juden, die als Barbiere für Kube arbeiteten. Wegen dieser Tat wurde Stark wegen Mordes zu lebenslänglichem Zuchthaus verurteilt, während seine Mitangeklagten nur wegen Beihilfe zum Mord zu zeitlich befristeten Zuchthausstrafen verurteilt wurden.
Wie der Historiker Helmut Langerbein bemerkt, unterschied sich Stark durch seine soziale Herkunft, seine Brutalität und seine persönlichen Motive von anderen Kommandeuren der Exekutionskommandos.